# Boulevard du Docteur-Jules-Pouget
Le boulevard du Docteur-Jules-Pouget également nommé boulevard Jules-Pouget est une voie du Touquet-Paris-Plage dans le département du Pas-de-Calais.

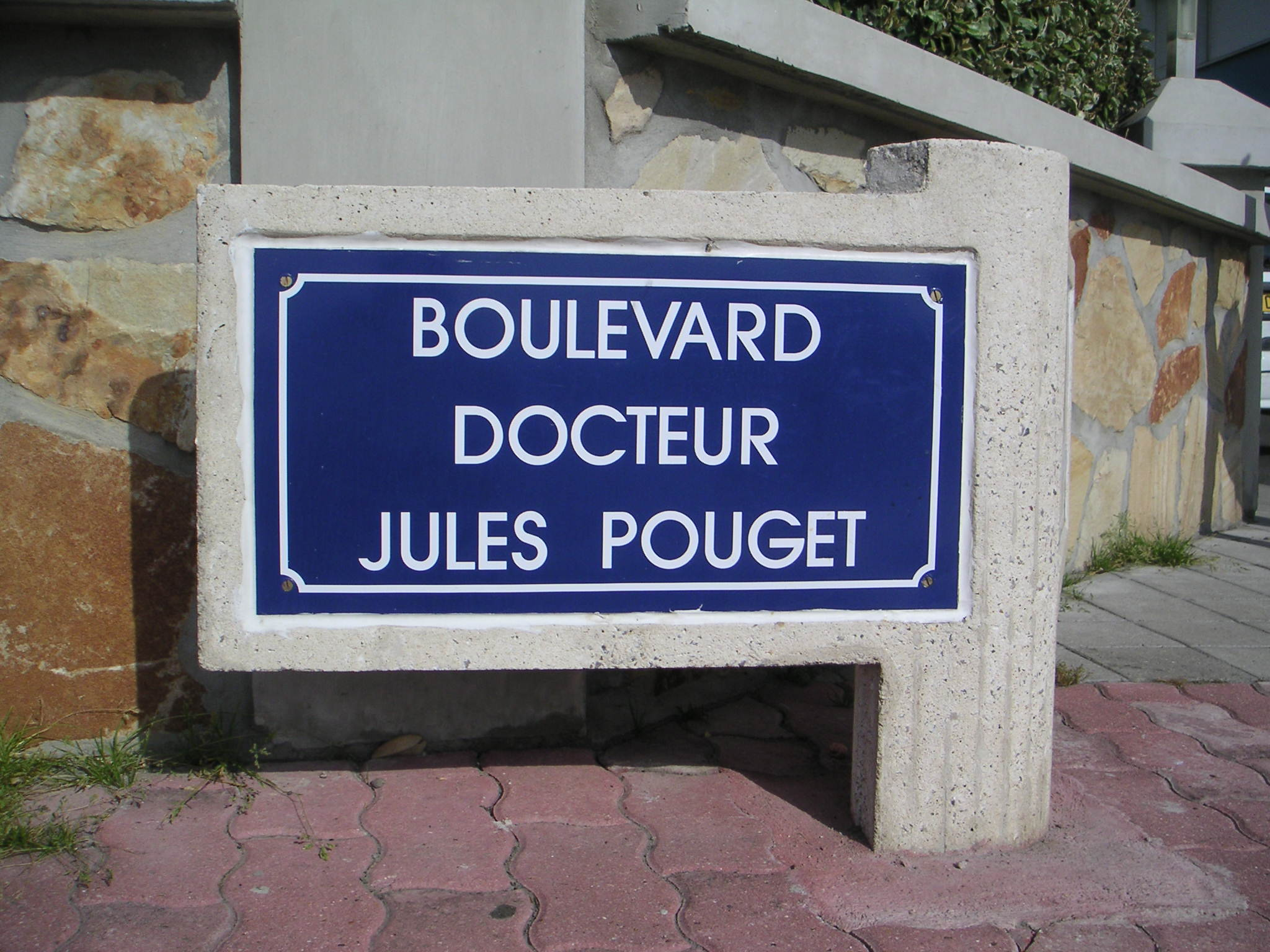

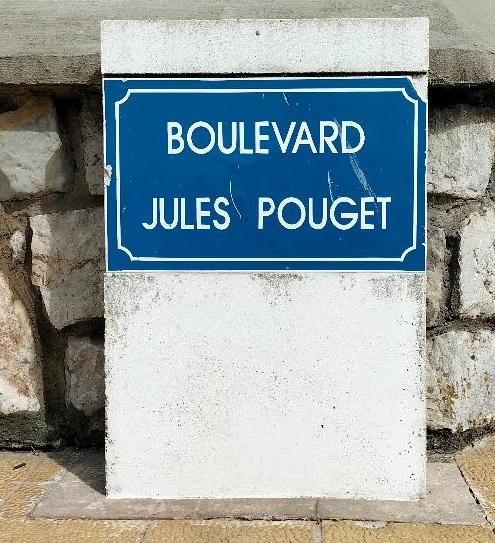

Cette voie s'appelait anciennement boulevard de la Mer, c'est la dernière voie de circulation avant la digue, puis la plage.
Elle est renommée et inaugurée en 1974, pour rendre hommage au docteur Jules Pouget, médecin de formation et maire entre 1934 et 1963,,, dix ans après sa mort.
Ce boulevard a compté un bâtiment remarquable : la piscine construite en 1929, et compte au XXIe siècle plusieurs villas recensées à l'inventaire général du patrimoine culturel dont l'une inscrite à l'inventaire des monuments historiques et plusieurs autres villas intéressantes du point de vue architectural ou historique.

## Constructions

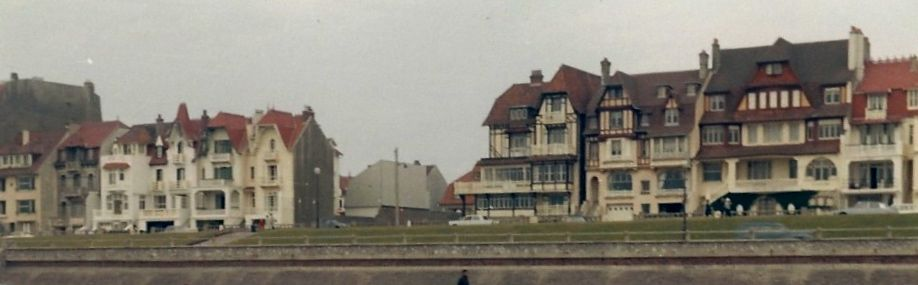
Une partie du front de mer, en 1966.

Ce boulevard étant la dernière voie de circulation avant la plage, les habitations ne sont situées que du côté impair.
Les premières constructions, appelées « chalets » étaient en bois. Puis des villas les ont remplacés. À partir du début des années 1960, de grands immeubles — d'une hauteur uniforme de 30 mètres — ont petit à petit remplacé les villas.

## Côté impair
- nos 1-3-5 - Immeuble Le Grand Large construit en 1991. Cet immeuble, de 9 niveaux, comprend 78 appartements en copropriété[RNC 1].

### Intersection avec la rue des Dunes
- à l'angle, immeuble de 4 niveaux,. Commerce au rez-de-chaussée : restaurant « Tooktook »[2].
- no 9 - immeuble Le Pacific[2], façade couverte de carreaux de couleur orange, construit en 1969. Cet immeuble, de 9 niveaux, comprend 35 appartements en copropriété[RNC 2].
- nos 11-13 - villa Les Pêcheries[2] construite sur les plans de l'architecte Louis Marie Cordonnier et « fortement modifiée » depuis[b 1]. Cette villa, de 4 niveaux, comprend 9 appartements en copropriété[RNC 3].

### Intersection avec la rue Joseph Duboc
- nos 15 à 23 - ensemble de cinq villas construites en 1908 sur les plans de l'architecte Anatole Bienaimé[b 2] :
  - nos 15-17-19 : ensemble de trois villas de 4 niveaux,. Ces trois villas Les Naïades[2], Les Néréides, Les Dryades[2], sises aux no 15, 17 et 19, ont été construites en 1908 sur les plans de l'architecte Anatole Bienaimé pour M. et Mme Louis Hubinet. Cette dernière[2], passionnée par la mythologie, choisit les noms. Ces villas sont recensées à l'inventaire général du patrimoine culturel[3].
  - une allée mène au n°21 : villa Les Lucioles,
  - no 23 - villa Touquette[2], façade de couleur jaune.
- no 25 - résidence Buthine, de 5 niveaux, comprenant 9 appartements en copropriété[RNC 4].
- no 27 - villa La Fourmi[2], symétrique de celle du no 25.
- (entrée au n°1 de la rue d'Etaples) résidence Mathilda[2], de 10 niveaux.

### Intersection avec la rue d'Étaples
- petit immeuble dont l'entrée est 2, rue d'Étaples, de 3 niveaux.
- no 29 - immeuble Aquilon[2]. Cet immeuble, de 10 niveaux, construit en 1990[I 1] comprend 29 appartements en copropriété[RNC 5].
- no 31 - immeuble Les Clefs de la mer[2] construit en 1987. Cet immeuble, de 10 niveaux, comprend 32 appartements en copropriété[RNC 6].
- no 33 (entrée au 1, rue Léon Garet) immeuble Le Saint-James[2]. Cet immeuble, de 9 niveaux, comprend 14 appartements en copropriété[RNC 7].

### Intersection avec la rue Léon Garet
- (entrée au 2, rue Léon Garet) Résidence Scampolo[2].Cette résidence, de 7 niveaux, est la réhabilitaion de l'hôtel Scampolo, construit dans les années 1920 par l'Entreprise Delcourt Frères, il s’est aussi, pendant un certain temps, appelé Régina.
- no 35 - villa Miraflor[2] sur 4 niveaux, peinte en blanc, constituée de 4 appartements en copropriété[RNC 8].
- no 37 - immeuble Le Petit Scampolo[2], de 5 niveaux.
- no 39 - villa Les Oyats[2], très étroite, de 5 niveaux.
- no 41 - villa Karafix[2], peinte en gris, de 4 niveaux,
- no 43 - villa Bonne Hôtesse[2] construite sur les plans de l'architecte Albert Pouthier[b 3] en 1922[I 2]. Cette villa, de 5 niveaux, comprend 6 appartements en copropriété[RNC 9].
- no 45 - villa peinte en gris, de 4 niveaux.
- no 47 - villa Sans Souci peinte en jaune, de 3 niveaux. Permis de construire du 24 octobre 2024 pour ravalement et remise en état des menuiseries extérieures.

### Intersection avec la rue de Bruxelles

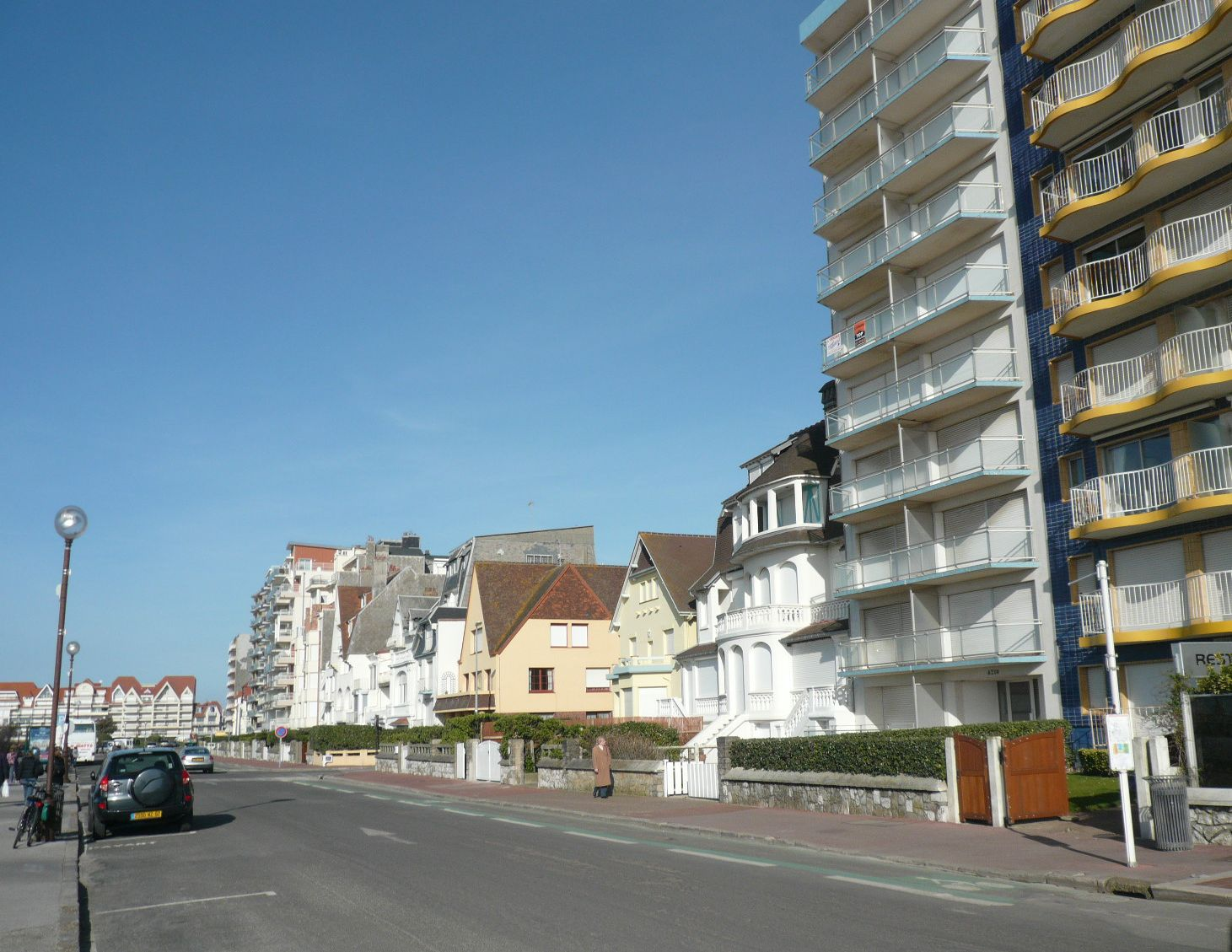
Boulevard du Docteur-Jules-Pouget : immeubles et villas à proximité de l'angle avec la rue de Bruxelles.

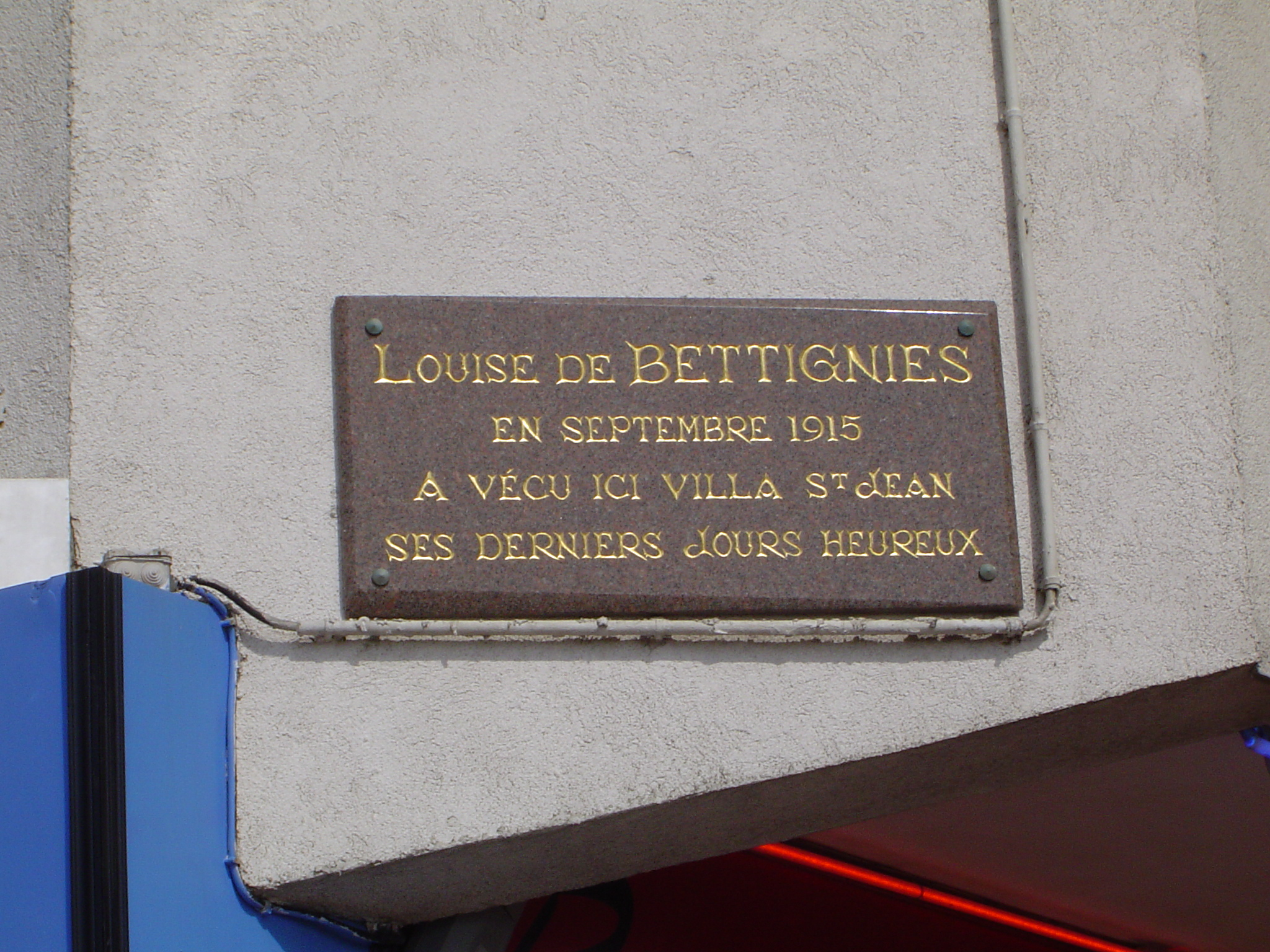
Plaque à l'angle de l'immeuble Eldorado.

- no 49 - villa Tom Pouce[2] peinte en jaune, de 3 niveaux. Elle a remplacée la villa Saint-Georges construite en 1885 pour l'Étaploise Mme Géneau-Lens[f 1].
- nos 51-53-55 - ensemble de trois villas, de 5 niveaux, construites en 1904 pour M. Defer, Parisien, conseiller municipal, négociant en vins[f 1] :
  - no 51 Topaze[2],[I 3].
  - no 53 Turquoise[2].
  - no 55 Rubis[2], villa vendue en 2024,[I 4], rénovée puis remise à la vente en 2025 (affichage en façade).
- no 57 - résidence Azur[2] peinte en gris clair, construite à la place de la villa Suzanne construite en 1887 pour la famille Garet[f 1]. Cet immeuble, de 10 niveaux, comprend 40 appartements en copropriété[RNC 10].
- no 59 - résidence Marina[2], construite en 1970[I 5] à la place de la villa Marine construite en 1888[f 1]. La façade est partiellement couverte de carreaux de couleur bleu roi. Cet immeuble, de 9 niveaux, comprend 21 appartements en copropriété[RNC 11].
- (entrée rue Saint-Jean) immeuble Eldorado en angle, construit en 1976 à la place de la villa Saint-Jean construite en 1885[f 1] pour Jules de Beaumont, avoué près le tribunal civil de Montreuil-sur-Mer. C'est dans cette villa qu'a séjourné en septembre 1915, l'agent du renseignement français, Louise de Bettignies (1880-1918) avec sa mère. De destructions en reconstructions, une plaque commémorative est toujours apposée à l'angle nord-est de la rue Saint-Jean et du boulevard du Docteur Jules-Pouget, on peut y lire : « Louise de Bettignies, en septembre 1915, a vécu, ici, villa Saint-Jean, ses derniers jours heureux »[4]. Cet immeuble, de 10 niveaux, comprend 37 appartements en copropriété[RNC 12].

### Intersection avec la rue Saint-Jean
- no 63 - immeuble Arcadia, de 9 niveaux. construit en 1974. Commerces au rez-de-chaussée : Decathlon et MobilBoard. Cet immeuble, de 9 niveaux, comprend 47 appartements en copropriété[RNC 13].
- no 65 - villa, de 4 niveaux.
- no 67 - villa, de 10 niveaux. La seule du front de mer ayant une façade recouverte de briques.
- no 69 - villa Stormy Weather[2], de 4 niveaux, aménagée depuis 1959 en huit appartements en copropriété[RNC 14].
- - immeuble de 4 niveaux.
- (entrée au 1, rue Saint-Louis) immeuble Nevada[2], de 10 niveaux, construit en 1973. Cet immeuble comprend 23 appartements en copropriété[RNC 15].

### Intersection avec la rue Saint-Louis

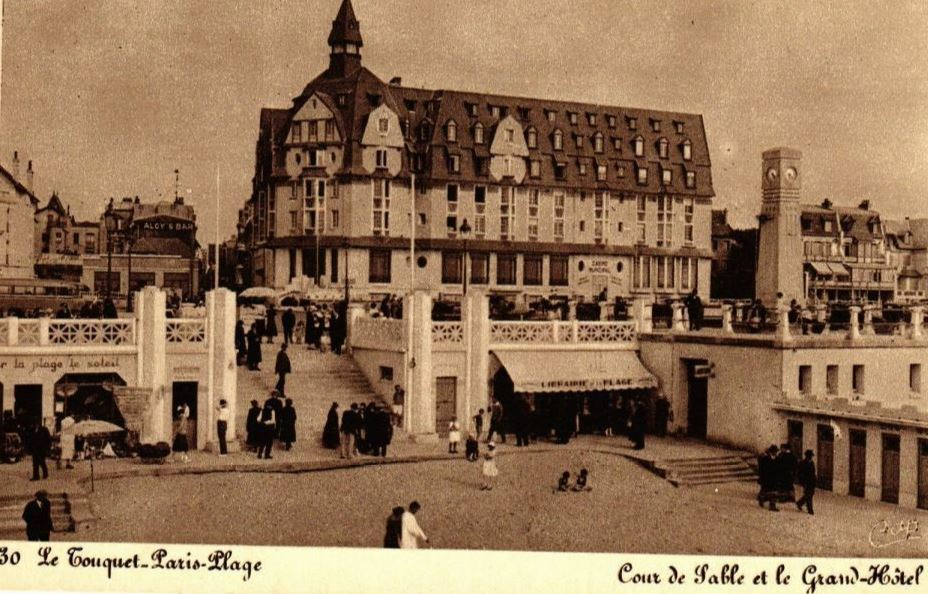
Le Grand-Hôtel.

- (entrée au 2, rue Saint-Louis) - Résidence de la Mer, immeuble, de 10 niveaux, construit en 1976 à la place de l'hôtel de la Mer, celui-ci ayant succédé en 1956 au Grand-Hôtel, premier grand hôtel de luxe construit à Paris-Plage qui avait succédé à l'imposant établissement de bois construit en 1886[f 2]. Cet immeuble comprend 185 appartements en copropriété[RNC 16].
- no 73 - immeuble La Caravelle[2] construit en 1960. Cet immeuble, de 9 niveaux, comprend 30 appartements en copropriété[RNC 17].
- no 75 - immeuble Le Concorde[2] construit en 1968[I 6]. Cet immeuble, de 9 niveaux, comprend 19 appartements en copropriété[RNC 18].
- no 77 - immeuble Les Dauphins[2] construit en 1969. Cet immeuble, de 9 niveaux, comprend 25 appartements en copropriété[RNC 19].
- no 79 - (entrée au n°1-3 rue Raymond-Lens) immeuble Grand Voile[2]. construit en 2019. Cet immeuble, de 9 niveaux + roof, comprend 10 appartements en copropriété[RNC 20].

### Intersection avec la rue Raymond-Lens

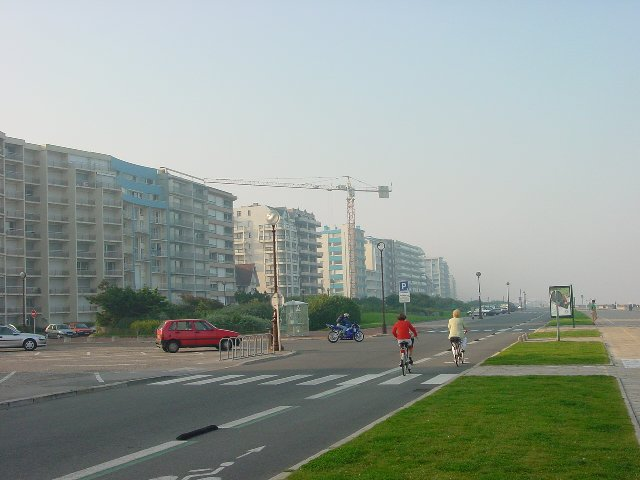
Immeuble Le Royal en construction en 2001.

- no 81 - résidence L'Ouragan[2],[5], de 10 niveaux, dont la construction a été terminée en 1985[RNC 21] à la place de la villa L'Ouragan construite pour la famille Watine en 1898 sur les plans de l'architecte Paul Ridoux[6]. « Évacué pour cause d'amiante »[7], l'immeuble est « prisonnier d’un imposant échafaudage »[8]. En 2021, après quatre ans de procédures, « l’immeuble Ouragan n’est pas près d’être libéré de son encombrant échafaudage »[9]. Les échafaudages ont été retirés fin 2023. L'immeuble en copropriété comprend 41 appartements[RNC 21].
- no 83 - immeuble La Bourrasque[2] construit en 1992[I 7]. Cet immeuble, de 10 niveaux, comprend 25 appartements en copropriété[RNC 22].
- no 87 - immeuble Le Royal[2], construit en 2003[I 8] sur les plans de l'architecte Patrick Vanhems, à la place de la villa Le Royal[10]. Cet immeuble, de 8 niveaux, comprend 24 appartements en copropriété[RNC 23].

### Intersection avec la rue Saint-Amand

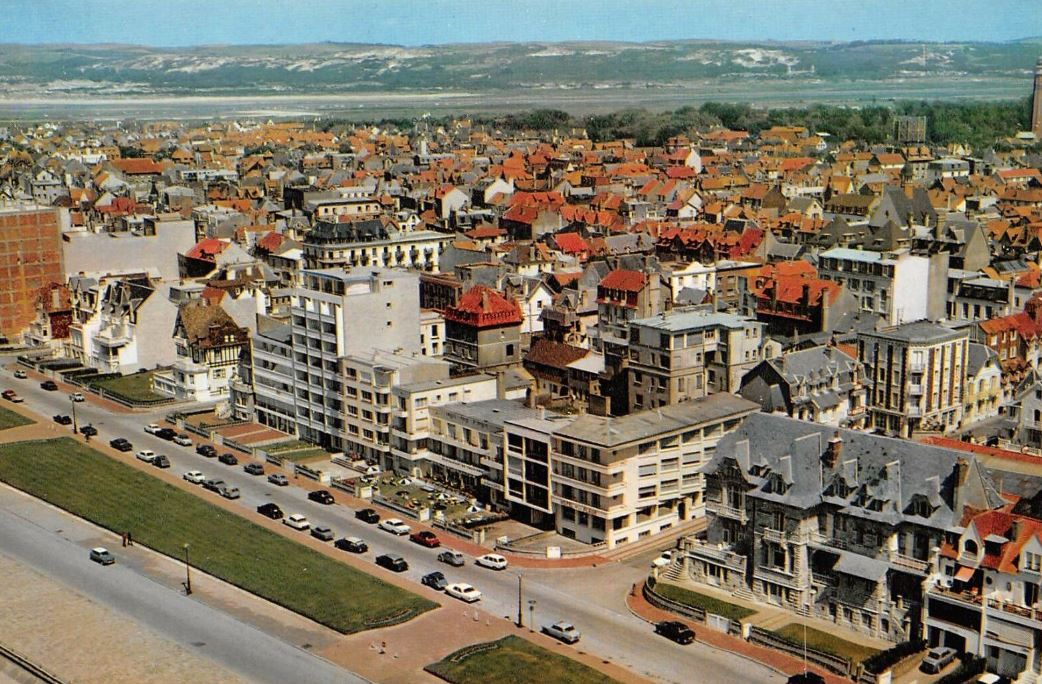
Le front de mer au niveau de la rue de la Paix.

- (entrée rue Saint-Amand) immeuble Le Pélican[2], construit en 1972[I 9] à la place de la villa Le Pélican construite en 1890[11]. Cet immeuble, de 9 niveaux, comprend 26 appartements en copropriété[RNC 24].
- no 93 - immeuble L'Eau vive[2] construit en 1958[I 10]. Cet immeuble, de 5 niveaux, comprend 10 appartements en copropriété[RNC 25].
- no 95 - immeuble Dolce Vita[2] construit en 1961. Cet immeuble, de 9 niveaux, comprend 25 appartements en copropriété[RNC 26].
- no 97 - immeuble Sagabay[2] construit en 1978 sur les plans de l'architecte Pierre Krick[1]. Cet immeuble, de 10 niveaux, comprend 30 appartements en copropriété[RNC 27].
- 99 - immeuble Fontainebleau I[2] construit en 1991. Cet immeuble, de 10 niveaux, comprend 78 appartements en copropriété[RNC 28].
- immeuble Fontainebleau II[2], de 10 niveaux,. Commerce au rez-de-chaussée : Sergic.

### Intersection avec la rue de la Paix

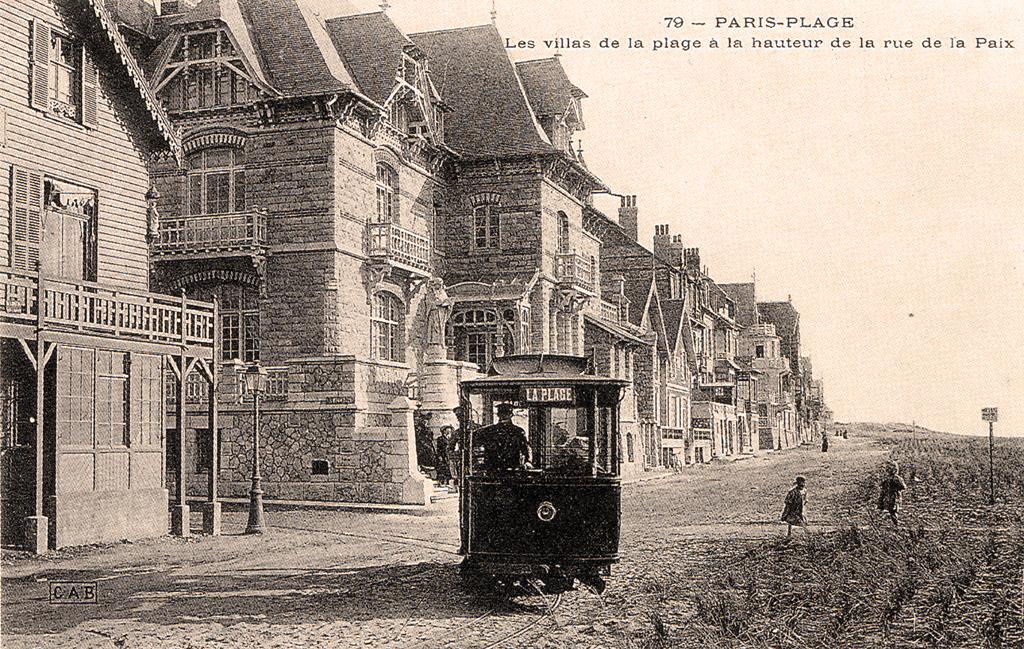
1910 : le tramway entrant rue de la Paix, entre le chalet Saint-Joseph à gauche et la villa Saint-Augustin à droite.

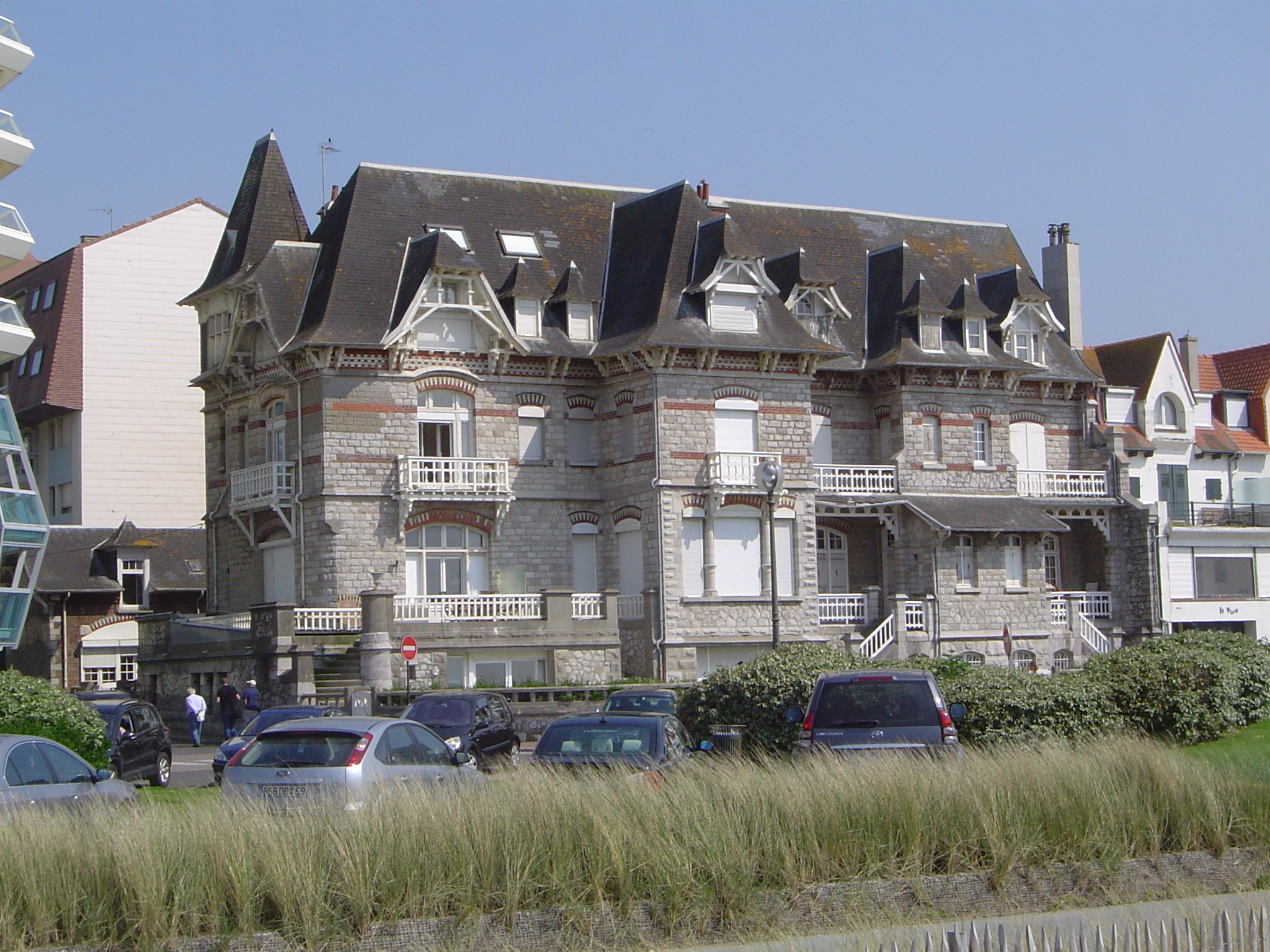
villa Saint-Augustin, Thalassa, Phébus et Borée en 2012.

- la villa Saint-Augustin, Thalassa, Phébus et Borée[2], sise à l'angle de la rue de la Paix (no 2) et du boulevard Jules-Pouget (no 103, 105 et 105 bis), a été construite en pierre de Marquise, en 1897 sur les plans de l'architecte polonais naturalisé français Ladislas Gasiorowski pour Augustin Legay (d'Arras)[b 4]. Elle constitue alors « ce qu’il y a de plus grandiose et de plus magnifique »[d 1]. La statue de Saint-Augustin est tombée de son socle lors des bombardements de juin 1944[12] et n'a pas été remontée. Cette villa (façades, toitures) est inscrite au titre des monuments historiques depuis le 18 décembre 1998.
- nos 107-109-111 - ensemble de trois villas, de 4 niveaux : la Vigie[2], La Vedette[2], l’Étrave'[2] représentatives des premières constructions de la digue car elles reprennent exactement la forme des premiers chalets en bois construits en 1883[13].
- nos 113-115 - villa, de 4 niveaux, scindée en deux :
  - no 113 - villa Rose de Noël[2].
  - no 115 - villa 19e trou[2].
- no 117 - villa L'Albatros[2], de 4 niveaux, construite en 1907 et agrandie dans les années 1920[14], repeinte en 2025.
- villa Chlamys dans l'angle, , de 4 niveaux[15].

### Intersection avec la rue Jean-Monnet
- (entrée au 2, rue Jean-Monnet), immeuble Summertime, de 10 niveaux, construit en 1973, ravalement en 2024. Cet immeuble comprend 22 appartements en copropriété[RNC 29].
- no 119 - immeuble Rayon vert , de 9 niveaux, peint en bleu, construit en 1968. Cet immeuble comprend 18 appartements en copropriété[RNC 30].
- no 121 - résidence Lungo Mare[2] de couleur orange, construite en 1974, de 9 niveaux. Cet immeuble comprend 26 appartements en copropriété[RNC 31].
- no 127 - immeuble Gulf Stream, de 9 niveaux[2] blanc construit en 1987. Cet immeuble comprend 69 appartements en copropriété[RNC 32].
- résidence Marie-Antoinette, de 9 niveaux[2], construite en 1975[I 11] à l'emplacement de la villa Marie-Antoinette de 1894[16], façade couverte de carreaux de couleur orange. L'entrée se situe 1, rue des Oyats.

### Intersection avec la rue des Oyats
- no 131 - résidence La Potinière[2], de 9 niveaux[17], construite en 1973[I 12]. Cette villa comprend 82 appartements en copropriété[RNC 33]. Cette résidence est construite à l'emplacement de la villa La Potinière due à l'architecte Eugène Pol Briaux, qui avait elle-même succédé au Chalet Saint-Raphaël[18].
- no 133 - villa Vauban[2] en pierre[b 5].
- no 135 - villa Brise légère[2].
- no 137 - villa Brise folle[2].
- no 139 - villa Tempête[2].
- no 141 - villa Bon Vent[2].
- no 143 - immeuble Plein ciel, de 9 niveaux, construit en 1973[I 13]. Cet immeuble comprend 38 appartements en copropriété[RNC 34].

### Intersection avec la rue de Montreuil
- no 145 - villa.
- no 147 - grande villa scindée en deux :
  - no 147 - villa La Tramontane[2].
  - no 147 bis - villa Hurlevent[2].
- no 149 (entrée au 176, rue de Paris) - villa La Marivole[2], de 5 niveaux, construite sur les plans de l'architecte Arsène Bical[b 6]. Elle est aménagée en dix appartements depuis 1986[RNC 35].
- no 151 - villa Coquillage[2].
- no 153 - villa Malgré Tout[2].aménagée en cinq appartements depuis 1982[RNC 36].
- no 155 - villa Joyeuse[2].
- no 157 - villa
- no 159 - villa Santos-Dumont, Farman, Blériot[2]. Ces 3 noms sont indiqués en façade : Blériot au 1er  étage, Farman au 2e et Santos-Dumont au 3e étage.

### Intersection avec la rue Dorothée
- no 163 (entrée au 2, rue Dorothée) - immeuble Sunshine[2], de 9 niveaux, construit en 1973. Cet immeuble comprend 88 appartements en copropriété[RNC 37].
- no 165 - immeuble Les Mouettes[2], de 9 niveaux, construit en 1970. Cet immeuble comprend 43 appartements en copropriété[RNC 38].
- no 167 - immeuble Le Sémaphore[2], de 10 niveaux, construit en 1982 à la place de la villa Le Sémaphore. Cet immeuble comprend 122 appartements en copropriété[RNC 39]. Travaux sur les structures des balcons, en 2025.
- no 169 - immeuble résidence Océanic[2], de 10 niveaux construit en 1973. Cet immeuble comprend 39 appartements en copropriété[RNC 40].
- no 171 - immeuble La Capitainerie[2]. Cet immeuble, de 10 niveaux comprend 16 appartements en copropriété[RNC 41].
- no 173 - immeuble Opale Beach[2], de 10 niveaux construit en 1973. Cet immeuble comprend 36 appartements en copropriété[RNC 42].

### Intersection avec l'avenue de l'Atlantique
- immeuble d'angle (entrée au n°2 de l'avenue de l'Atlantique.
- no 175 - accès à la villa[DVF 1].
- no 177- accès à la villa Nérée[2].
- no 179 - accès à la villa Neptune[2].
- no 181 - accès à la villa
- no 183 - accès à la villa
- no 185 - accès à la villa
- nos 187-189 - immeuble Ambassy de 6 niveaux, entrée 2 avenue de Verdun. Commerces au rez-de-chaussée : restaurant Côté Sud[2],[19] et Fat Mobile - Tchill-e (location/vente de vélos).
- no 191 - immeuble Le Président

## Côté pair

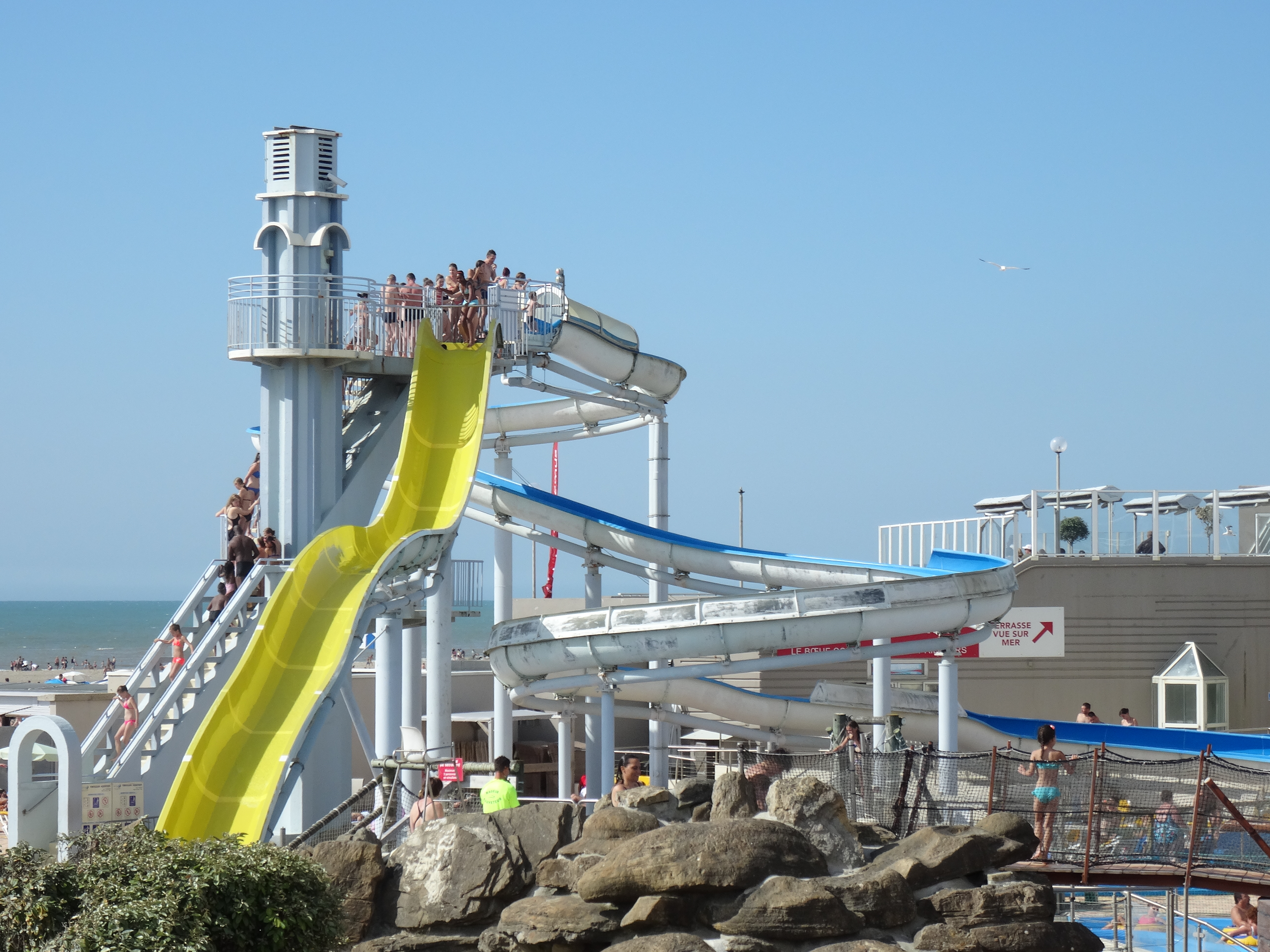
Le plongeoir de la piscine, intégré au parc d'attractions nautiques (état de 2015).

La piscine du Touquet-Paris-Plage est construite en 1929 en bord de mer par les architectes André Bérard et Louis Quételart. Elle est recensée à l'inventaire général du patrimoine culturel.
Elle est démolie dans les années 1980 pour laisser la place en 1985 à un parc d'attractions nautiques, l'Aqualud, qui ne conserve que le plongeoir de l'architecte Louis Quételart. En 2024, la municipalité présente un projet de rénovation de la digue, incluant le plongeoir.

#### Ouvrages
- Patricia Crespo, Le Touquet, les noms de nos villas racontent..., avril 1993 (ISBN 2-9507571-0-3)

1. ↑  p. 18.
2. ↑  p. 47.
3. ↑  p. 24.
4. ↑  p. 32.
5. ↑  p. 55.
6. ↑  p. 34.

- Édith et Yves De Geeter, Paris-Plage en cartes postales anciennes de Martine et Daniel Boivin, avril 1987

1. ↑  p. 15.

- Le Touquet-Paris-Plage à l’aube de son nouveau siècle, Flandres-Artois-Côte d'Opale, août 1982

1. ↑  p. 101.
2. ↑  p. 51.
3. ↑  p. 52.

- Édith et Yves De Geeter, Images du Touquet-Paris-Plage, juin 1987

1. 1 2 3 4 5  p. 11.
2. ↑  p. 127.

#### Fichier des ventes immobilières sur le site de la DGFiP
1. ↑  vente en 2019.
2. ↑  vente en 2018.
3. ↑  vente en 2025.
4. ↑  vente en 2024.
5. ↑  vente en 2017.
6. ↑  vente en 2018.
7. ↑  vente en 2017.
8. ↑  vente en 2018.
9. ↑  vente en 2017.
10. ↑  vente en 2016.
11. ↑  vente en 2019.
12. ↑  vente en 2016.
13. ↑  vente en 2019.

#### Site des demandes de valeur foncière (DVF)
1. ↑  Vente en 2020

#### Registre national des copropriétés
1. ↑  Fiche de la copropriété Le Grand Large.
2. ↑  Fiche de la copropriété Pacific.
3. ↑  Fiche de la copropriété Les Pêcheries.
4. ↑  Fiche de la copropriété Résidence Buthine.
5. ↑  Fiche de la copropriété Aquilon.
6. ↑  Fiche de la copropriété Les Clefs de la mer.
7. ↑  Fiche de la copropriété Le Saint-James.
8. ↑  Fiche de la copropriété Miraflor.
9. ↑  Fiche de la copropriété Azur.
10. ↑  Fiche de la copropriété Azur.
11. ↑  Fiche de la copropriété Marina.
12. ↑  Fiche de la copropriété Eldorado.
13. ↑  Fiche de la copropriété Arcadia.
14. ↑  Fiche de la copropriété Stormy Weather.
15. ↑  Fiche de la copropriété Nevada.
16. ↑  Fiche de la copropriété La Mer.
17. ↑  Fiche de la copropriété La Caravelle.
18. ↑  Fiche de la copropriété Concorde.
19. ↑  Fiche de la copropriété Les Dauphins.
20. ↑  Fiche de la copropriété Grand Voile.
21. 1 2  Fiche de la copropriété Ouragan.
22. ↑  Fiche de la copropriété La Bourrasque.
23. ↑  Fiche de la copropriété Le Royal.
24. ↑  Fiche de la copropriété Le Pélican.
25. ↑  Fiche de la copropriété L'Eau vive.
26. ↑  Fiche de la copropriété La Caravelle.
27. ↑  Fiche de la copropriété Sagabay.
28. ↑  Fiche de la copropriété Fontainebleau.
29. ↑  Fiche de la copropriété Summertime.
30. ↑  Fiche de la copropriété Rayon vert.
31. ↑  Fiche de la copropriété Lungo Mare.
32. ↑  Fiche de la copropriété Arcadia.
33. ↑  Fiche de la copropriété Arcadia.
34. ↑  Fiche de la copropriété Plein ciel.
35. ↑  Fiche de la copropriété La Marivole.
36. ↑  Fiche de la copropriété SDC 157 Bd Pouget.
37. ↑  Fiche de la copropriété Sunshine.
38. ↑  Fiche de la copropriété Les Mouettes.
39. ↑  Fiche de la copropriété Le Sémaphore.
40. ↑  Fiche de la copropriété Oceanic.
41. ↑  Fiche de la copropriété Arcadia.
42. ↑  Fiche de la copropriété Opale Beach.

#### Autres sources
1. 1 2  
« Saga Bay », sur le site pss-archi.eu, 13 avril 2022.
2. 1 2 3 4 5 6 7 8 9 10 11 12 13 14 15 16 17 18 19 20 21 22 23 24 25 26 27 28 29 30 31 32 33 34 35 36 37 38 39 40 41 42 43 44 45 46 47 48 49 50 51 52 53 54 55 56 57 58 59 60 61 62 63 64 65 66 67 68 69 70 71  Nom visible sur la façade ou la clôture, en juillet 2024.
3. ↑  « Villas Naîades, Néréides, Dryades », notice no IA62000140.
4. ↑  Société Académique du Touquet-Paris-Plage, Le Touquet-Paris-Plage 1912-2012 un siècle d'histoire, Le Touquet-Paris-Plage, Les Écrits du Nord Éditions Henry, 2011, 226 p. (ISBN 978-2-917698-93-8), page 20 écrits de Jacques Garet.
5. ↑  
« SYNDICAT COPROPRIET RESIDENCE OURAGAN », sur le site du registre du commerce (consulté le 9 août 2019).
6. ↑  Patricia Crespo, tome 2, page 47, d'après Les villas de la digue en 1903 d’Édouard Lévêque.
7. ↑  
Fabrice Level, « Un immeuble évacué pour cause de poussière d’amiante », sur le site du quotidien La Voix du Nord, 16 février 2018 (consulté le 9 août 2019).
8. ↑  
Romain Douchin, « L’immeuble Ouragan sur le front de mer du Touquet, prisonnier d’un imposant échafaudage », sur le site du quotidien La Voix du Nord, 26 juin 2019 (consulté le 9 août 2019).
9. ↑  
Romain Douchin, « Au Touquet, l’immeuble Ouragan n’est pas près d’être libéré de son encombrant échafaudage », sur le site du quotidien La Voix du Nord, 9 octobre 2021 (consulté le 2 novembre 2021).
10. ↑  
« Le Royal », sur le site pss-archi.eu, 6 septembre 2021 (consulté le 10 juillet 2024).
11. ↑  Patricia Crespo, Les Noms de nos villas racontent..., avril 1993, p. 53  (ISBN 2-95075-710-3).
12. ↑  Édith et Yves De Geeter, Paris-Plage en cartes postales anciennes, avril 1987, p. 44.
13. ↑  Patricia Crespo, Le Touquet, les noms de nos villas racontent..., date=avril 1993, p. 28.
14. ↑  Les Villas balnéaires au Touquet-Paris-Plage,tome 1, p. 49, Les Éditions du Passe-temps, novembre 2011,  (ISBN 2-95175-633-X).
15. ↑  Le quartier du centre-ville du Touquet-Paris-Plage.
16. ↑  villa Marie-Antoinette.
17. ↑  Résidence La Potinière.
18. ↑  Villa La Potinière.
19. ↑  
Gilles Pudlowski, « Côté Sud - « Le Touquet : le Nord version Sud » », 19 mai 2013 (consulté le 13 juillet 2024).
20. ↑  « Piscine », notice no IA62000151.